# Carl Ernst Bernhard Jutz
Carl Ernst Bernhard Jutz, auch Carl Jutz der Jüngere (* 14. März 1873 in Düsseldorf; † 17. September 1915 bei Radun (Weißrussland) an der Ostfront in Russland), war ein deutscher Landschaftsmaler der Düsseldorfer Schule.

## Leben
Jutz wurde als Sohn des Tiermalers Carl Jutz des Älteren und dessen Frau Sybilla Karolina, geb. Adloff, der Tochter des Landschaftsmalers Carl Adloff, in Düsseldorf geboren. Dort wuchs er in einem Haus auf, in dessen Garten Geflügel für die Tiermalerei des Vaters gehalten wurde. Sein Studium der Malerei begann er an der Großherzoglich Badischen Kunstschule Karlsruhe unter Gustav Schönleber und setzte es an der Kunstakademie Düsseldorf fort, wo er Meisterschüler von Eugen Dücker war. Jutz unternahm ausgedehnte Studienreisen, unter anderem nach Siebenbürgen, deren Motive er in Aquarell und Öl festhielt. Viele seiner Bilder zeigen Eifellandschaften. Auf internationalen, nationalen und Düsseldorfer Kunstausstellungen war er regelmäßig vertreten. Dem Düsseldorfer Verein zur Veranstaltung von Kunstausstellungen diente er als zweiter Vorsitzender. Auch dem Verein der Düsseldorfer Künstler zur gegenseitigen Unterstützung und Hilfe gehörte er an. Zusammen mit Hans Deiker, Theodor Groll, Emil Schultz-Riga und anderen gründete Jutz 1904 in Düsseldorf die Novembergruppe. Wie sein Vater war Jutz außerdem Mitglied des Künstlervereins Malkasten. Ein Foto aus dem Jahr 1910 zeigt Jutz mit einer Staffelei vor einer Winterkulisse. Jutz war mit Elisabeth Krummel (1878–1917) verheiratet, mit der er zwei Söhne und eine Tochter hatte.

## Werke (Auswahl)

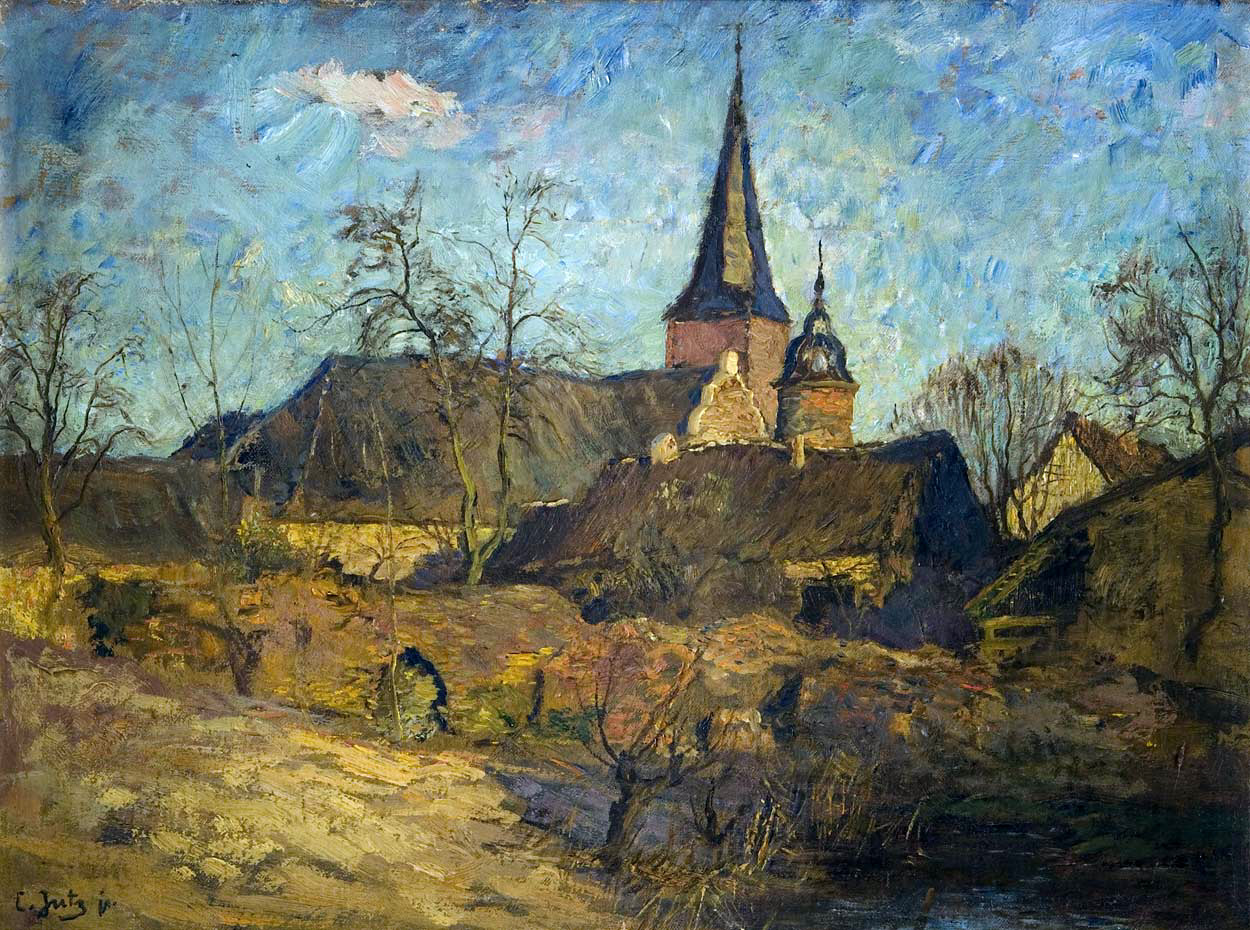
Dorflandschaft

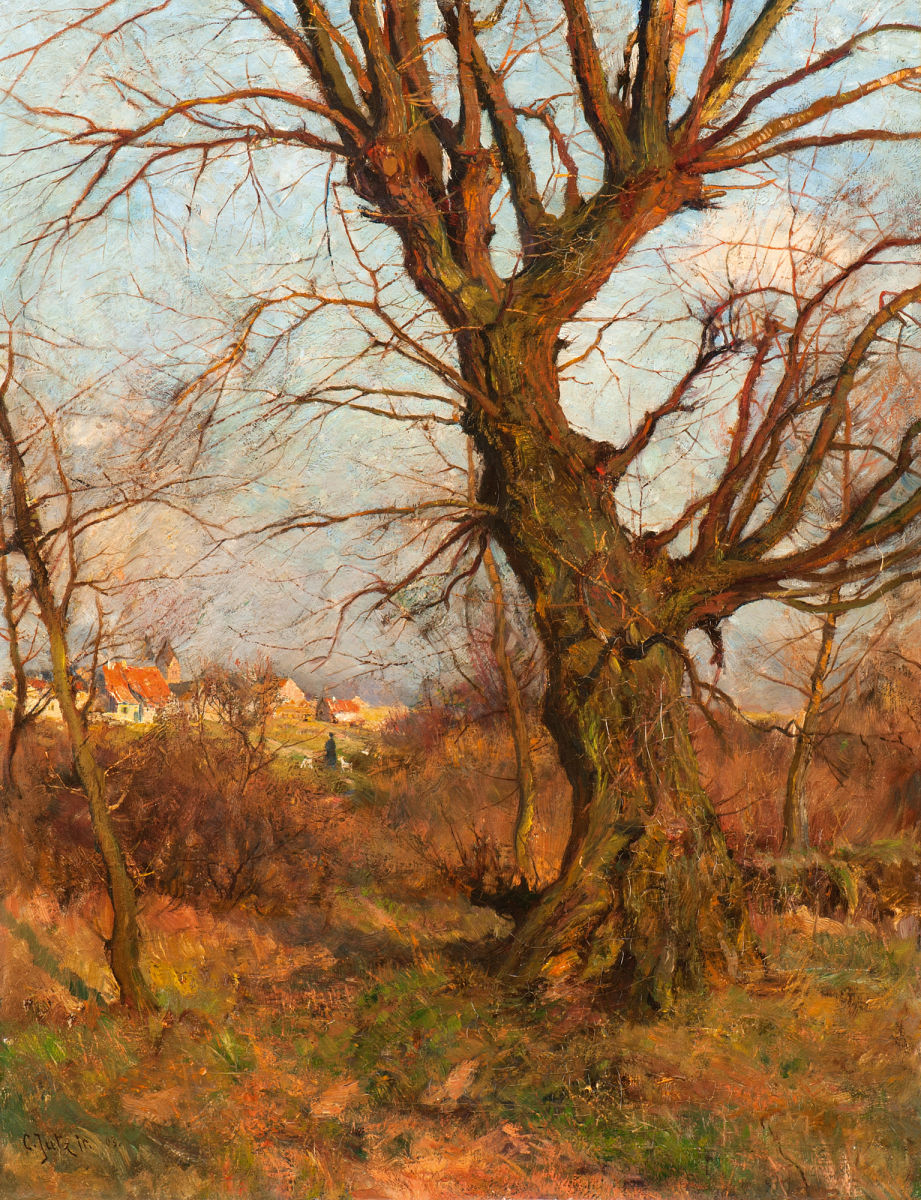
Herbstliche Landschaft mit Dorf im Hintergrund, 1903

Jutz’ Landschaftsmalerei gründet in der romantischen Tradition der Düsseldorfer Schule und entwickelte sich hin zu einer breiten spätimpressionistischen Malerei mit aufgehelltem, kräftig leuchtendem Kolorit. Stimmungslandschaften kennzeichnen sein späteres Werk. Vereinzelte Tierbilder finden sich ebenfalls in seinem Werk.
- Alter Baum mit Landschaft, Museum Kunstpalast, Düsseldorf[8]
- Hühnerstall
- Dorflandschaft
- Kiefernwald mit Waldkapelle
- Schloss Bürresheim bei Mayen in der Eifel
- Schafherde bei der Ruine Nothberg in der Eifel
- Mühlteich, um 1900
- Herbstliche Landschaft mit Dorf im Hintergrund, 1903
- Dorf am Rhein
- Herbstmorgen an der Erft
- Wäscherinnen am Waldbach
- Reetgedeckte Bauernhäuser
- In der Eifel (Reusenfischer im Kahn)
- Kirche in der Eifel